# John Roberts
John Roberts (n. 10 noiembrie 1971) este un actor, comedian, scenarist, și producător american. Este cunoscut în special pentru rolul său din Bob's Burgers.

## Viața personală
Roberts este din New York City. S-a declarat public ca fiind gay.

## Filmografie
- Good Day New York
- It's on with Alexa Chung
- Late Night with Jimmy Fallon
- Eugene!
- Bob's Burgers (voce)
- Archer (voce)
- Gravity Falls (voce)